# Angeac-Charente
Angeac-Charente település Franciaországban, Charente megyében. Lakosainak száma 296 fő (2022. január 1.). Angeac-Charente Bouteville, Châteauneuf-sur-Charente, Graves-Saint-Amant, Saint-Simon, Vibrac és Mosnac-Saint-Simeux községekkel határos.

## Népesség
A település népességének változása:
| Lakosok száma | 389  | 378  | 387  | 382  | 363  | 351  | 329  | 319  | 313  | 296  |
|               | 1968 | 1982 | 1990 | 2006 | 2013 | 2015 | 2017 | 2019 | 2020 | 2022 |